# Лагойда, Владимир Иванович
Влади́мир Ива́нович Лаго́йда (4 августа 1954, Новороссийск, СССР) — советский футболист, защитник и полузащитник, российский тренер. Мастер спорта СССР (1980).

## Биография

### Карьера игрока
Начинал в команде «Лесной порт», вместе с которой дважды становился чемпионом Краснодарского края. В 1973 году после окончания учёбы в Новороссийском коммунально-строительном техникуме ушёл в армию, проходил службу в спортроте в Баку, играл за армейский коллектив СКА, с которым становился чемпионом Вооружённых сил СССР. Затем играл в майкопской «Дружбе». В 1976 году выступал за «Кубань», провёл 37 матчей и забил 1 гол в первенстве, и ещё 1 встречу сыграл в Кубке СССР.
С 1977 по 1979 год защищал цвета ленинградского «Зенита», в составе которого 21 августа 1977 дебютировал в Высшей лиге СССР, где провёл за это время 62 матча и забил 3 мяча. Кроме того, сыграл 9 встреч в розыгрышах Кубка СССР, где в сезоне 1977 года стал полуфиналистом турнира, приняв участие в том числе в неудачном для «Зенита» решающем матче за выход в финал.
С 1980 по 1986 год снова выступал за «Кубань», провёл за это время 206 матчей и забил 29 голов в чемпионатах и первенстве, и ещё сыграл 9 встреч и забил 1 мяч в розыгрышах Кубка СССР, был капитаном команды. Кроме того, в 1980 и 1981 годах принял участие в 2 поединках турнира дублёров Высшей лиги. С 1987 по 1988 год играл за черкесский «Нарт», в 69 матчах забил 4 гола.

### Карьера тренера
С 1992 по 1993 год был начальником команды в краснодарском «Колосе», затем в 1993 году возглавлял «Колос-д». С 1996 по 2002 год руководил любительским клубом «ГНС-Спартак», привёл его к званию чемпиона Краснодарского края. С осени 2002 по 2003 год работал главным тренером в «Кубани», а затем до 2005 года тренером-консультантом. В 2007 году возглавлял новороссийский «Черноморец».

### После карьеры
После завершения профессиональной карьеры игрока продолжил выступать на любительском уровне за команду ветеранов ФК «Кубань», которую к тому же порой возглавлял в качестве тренера, вместе с ней неоднократно становился чемпионом России среди ветеранов.
С 1996 года работал на различных должностях в инспекции по налогам и сборам Краснодарского края.
Более пяти лет занимал должность директора стадиона «Кубань». По состоянию на 2016 год — руководитель ГБУ «Дирекция по эксплуатации спортивных сооружений» Краснодарского края, организатор соревнований по различным видам спорта.

## Достижения
- Полуфиналист Кубка СССР: 1977